# Codophila varia
Codophila varia ist eine Wanzenart aus der Familie der Baumwanzen (Pentatomidae).

## Merkmale
Die 8,7 bis 14 Millimeter langen Wanzen sind sehr variabel gefärbt. Das Farbenspektrum reicht von hellgelb und grau über orange bis nach blutrot. Die Wanzen weisen einen spitz zulaufenden Kopf mit drei hellen Längsstreifen auf. Der vordere Rand des Halsschildes ist leicht nach innen gebogen. Auf dem hell gefärbten Schildchen (Scutellum) befindet sich eine markante schwarze Zeichnung. Das Connexivum (auf der Seite sichtbarer Teil des Abdomens) ist hell mit schwarzen Flecken. Die ersten drei Fühlerglieder sind meist rot, die beiden äußeren schwarz gefärbt.

## Verbreitung
Die Art kommt in der westlichen Paläarktis vor. Sie ist im Mittelmeerraum weit verbreitet, in Mitteleuropa fehlt sie.

## Lebensweise
Codophila varia ist eine polyphage Wanzenart. Man findet sie häufig an Korbblütlern (Asteraceae) und Doldenblütlern (Apiaceae). Zu ihren Wirts- und Futterpflanzen zählen Mannstreu (Eryngium), Thymiane, Wahrer Bärenklau (Acanthus mollis), Knollenkümmel (Bunium) und Möhren (Daucus).

## Ähnliche Arten
Codophila varia und Carpocoris pudicus sehen sich sehr ähnlich. Als ein Unterscheidungsmerkmal wird die Form und Färbung der vorderen Halsschildkante genannt.
Als ein weiteres Unterscheidungsmerkmal von Codophila varia zu den Carpocoris-Arten wird die Form des unteren Endes des Coriums angeführt.

## Systematik
Aus der Literatur sind folgende Synonyme bekannt:
- Cimex varia Fabricius, 1787
- Codophila longicornis Fuente, 1972